# Jakobschaf
Das Jakobschaf (auch Jacobschaf, Vier- oder Mehrhornschaf) ist ein vermutlich aus Kleinasien stammendes, heute in Großbritannien verbreitetes Schaf. Es hat seinen Namen aus der Bibel, laut der der Hirte Jakob für seine Herde die gefleckten Tiere bekam (1. Moses 30,25–43) bzw. diese züchtete.
Das Besondere am Jakobschaf sind die meist vier Hörner und das gefleckte Fell. Es handelt sich um eine der wenigen Schafrassen, bei denen auch die weiblichen Tiere Hörner haben. Das Jakobschaf ist – wie alle Schafe – ein Pflanzenfresser und frisst hauptsächlich Gras, Blätter und Baumrinde. Es lebt durchschnittlich 15 Jahre.
Jakobschafe sind wie alle Schafe Herdentiere. Bei den weiblichen Tieren bildet sich eine stabile Herde, bei den männlichen Tieren ist die Horde hierarchisch geordnet (nach Alter und Größe der Hörner).
Während der Paarungszeit treffen die Böcke auf die Zibben, wobei es teilweise zu Kämpfen unter den männlichen Tieren kommt.